# Segundo Frente Bielorruso
El Segundo Frente Bielorruso (en ruso: Второй Белорусский фронт, Vtorói Bielorusski front) fue un Frente (Grupo de Ejércitos) del Ejército Rojo que estuvo operativa durante la Segunda Guerra Mundial, desde 1944. Tuvo una destacada participación en las operaciones de cerco sobre Berlín, que culminó con la ocupación de la capital del Tercer Reich, el suicidio de Adolf Hitler y el fin de la guerra.

## Historia
Este frente derivó del anterior Frente del Noroeste, y fue concebido como refuerzo del Primer Frente Bielorruso para operaciones del Ejército Rojo dentro de Bielorrusia, mostrando así el desplazamiento hacia el oeste del teatro de operaciones. 
Su primer jefe fue el general Pável Kúrochkin, desde febrero hasta abril de 1944. Lo sucedió el general Iván Petrov desde abril hasta junio del mismo año, cuando este fue reemplazado por el coronel general Gueorgui Zajárov, quien lo dirigió hasta noviembre de 1944, momento en el que asumió el mando del frente el mariscal de la Unión Soviética Konstantin Rokossovski que lo comandó hasta el final de la guerra.
El 2.º Frente Bielorruso participó en la Operación Bagratión, destacando en la destrucción de las fuerzas alemanas de Moguiliov. En 1945, al mando de Rokossovski, el 2.º Frente Bielorruso participó decisivamente en la ofensiva del Vístula-Óder y en la ofensiva sobre Prusia Oriental, encargándose luego de destruir las defensas alemanas en Pomerania. Luego operó con distinción en la ofensiva soviética contra Berlín. 
El 10 de junio de 1945 sobre la base de una directiva del Cuartel General del Mando Supremo del 29 de mayo de 1945, el frente fue disuelto y reorganizado como el Grupo de Fuerzas del Norte. 

## Mando

### Comandantes
- Coronel general Pável Kurochkin (24 de febrero de 1944 - 5 de mayo de 1944).[1]
- Coronel general Iván Petrov (24 de abril de 1944 - 6 de junio de 1944)[2]
- Coronel general, desde julio de 1944 general de ejército Gueorgui Zajárov (7 de junio de 1944 - 17 de noviembre de 1944)[3]
- Mariscal de la Unión Soviética Konstantín Rokossovski (17 de noviembre de 1944 - 10 de junio de 1945)[4]

### Miembros del Consejo Militar
- Teniente general Lev Mehlis (abril - julio de 1944)
- Teniente general Nikita Subbotin (julio de 1944 - hasta el final de la guerra)[5]

### Jefe del Estado Mayorː
- Teniente general Stepan Lyubarsky (abril - mayo de 1944)
- Teniente general, desde febrero de 1945 coronel general Alexander Bogolyubov. (mayo de 1944 - hasta el final de la guerra).[6]

## Composición
A 23 de junio de 1944, durante la Operación Bagration, el Segundo Frente Bielorruso se encontraba bajo el mando del general de ejército Gueorgui Zajárov e incluía las siguientes unidadesː
- 33.º Ejército (tres divisiones de fusileros, una región fortificada[8]) comandanteː teniente general Vasili Kriuchenkin.[9]
- 49.° Ejército (diez divisiones de fusileros, dos brigadas de tanques, un regimiento de tanques, siete regimientos de cazacarros SU) comandanteː teniente general Iván Grishin.[10]
- 50.° Ejército (ocho divisiones de fusileros, dos regimientos de cazacarros SU) comandanteː coronel general Iván Boldin.[11]
- 4.° Ejército Aéreo[12] (dos divisiones de asalto, una división de cazabombarderos, dos divisiones de cazas) comandanteː coronel general de aviación Konstantín Vershinin.[13]

Posteriormente también incluyó:
- 3.er Ejército (5 de julio de 1944-10 de febrero de 1945) comandanteː teniente general Alexander Gorbatov.[14]
- 48.° Ejército (22 de septiembre - 11 de febrero de 1945) comandanteː coronel general Nikolái Gúsev.[15]
- 65.° Ejército (19 de noviembre de 1944-10 de junio de 1945) comandanteː coronel general Pável Bátov.[16]
- 5.º Ejército de Tanques de la Guardia (8 de enero - 11 de febrero de 1945) comandante coronel general de blindados Vasili Volski
- 2.º Ejército de Choque (29 de enero - 10 de junio de 1945) comandanteː teniente general, desde octubre de 1944 coronel general Iván Fediúninski
- 19.º Ejército (29 de enero - 10 de junio de 1945) comandanteː mayor general, desde febrero de 1944 teniente general Georgi Kozlov.[17]
- 1.er Ejército de Tanques de la Guardia (8 de marzo - 28 de marzo de 1945) comandante coronel general de Blindados Mijaíl Katukov
- 43.º Ejército (1 de mayo - 10 de junio de 1945) comandanteː teniente general Afanasi Beloborodov